# Isack Hadjar
Isack Alexandre Hadjar (em árabe: إسحاق حجار; Paris, 28 de setembro de 2004) é um automobilista franco-argelino que atualmente compete na Fórmula 1 pela equipe Racing Bulls. Disputou o Campeonato de Fórmula 2 da FIA nos anos de 2023 e 2024, estreando com a equipe Hitech, e depois se transferindo para a Campos Racing, pela qual foi vice-campeão. Ele foi o campeão estreante do Campeonato de Fórmula Regional Europeia em 2021 e membro da Red Bull Junior Team.

## Biografia
Isack Alexandre Hadjar é filho de Yassine Hadjar, cientista com doutorado em Física Quântica e piloto amador de corridas de resistência, e de Randa Hadjar, uma médica que atualmente trabalha como empresária de Isack. Descendente de argelinos, Hadjar reside em Paris, tem dupla cidadania francesa e argelina, embora corra com a licença francesa. Ele afirma que começou a se interessar por automóveis após ver o filme da Pixar Carros, e que passou a acompanhar as corridas da Fórmula 1 com seu pai, que é um fã da categoria. Seus ídolos são os pilotos de F1 Ayrton Senna e Lewis Hamilton. Ele pratica judô, sendo faixa marrom, e também joga tênis e futebol.

## Carreira

### Cartismo
Hadjar nasceu em Paris e começou a competir no cartismo em 2015. Nos primeiros dois anos ele competiu em competições nacionais, e no último ano no kart, Hadjar correu no Campeonato Europeu CIK-FIA na classe OK Junior, batendo o futuro companheiro de Red Bull Junior Team Jak Crawford.

### Fórmula 4
Em 2019, Hadjar fez sua estreia em monopostos no Campeonato Francês de Fórmula 4. Ele conquistou uma vitória em Spa-Francorchamps e terminou na sétima posição no campeonato. Já na classe Junior, voltada para estreantes e que naquele ano, teve apenas três pilotos competindo, Hadjar teve oito vitórias, quatro a menos que o campeão Victor Bernier, e terminou com o vice-campeonato.
O francês então competiu em dois fins de semana no Campeonato dos Emirados Árabes Unidos de Fórmula 4 durante o inverno de 2020 pela 3Y Technology, somando 56 pontos e ocupando a 11ª posição na classificação geral.
Hadjar competiu novamente na F4 Francesa naquela temporada, conquistando três vitórias e terminando em 3º lugar ao fim do campeonato, perdendo para os japoneses Ren Sato (vice-campeão com 24 pontos de vantagem para Hadjar) e Ayumu Iwasa (campeão com 105 pontos de vantagem para Hadjar).

### Fórmula 3 Asiática
Hadjar participou das três primeiras rodadas do Campeonato Asiático de Fórmula 3 em 2021, pela equipe Evans GP. O franco-argelino teve um segundo lugar na corrida 2 de Abu Dhabi como melhor resultado, somando pódios e pontos, que o colocaram como sexto colocado, apenas quatro pontos abaixo de Roy Nissany. Já no minicampeonato de estreantes, Hadjar teve quatro vitórias e ficou em quarto lugar, sendo superado por Reece Ushijima, Cem Bölükbaşı e Ayumu Iwasa.

### Fórmula Regional
O francês fez sua estreia no Campeonato de Fórmula Regional Europeia em 2021, correndo pela R-ace GP ao lado de Zane Maloney, Lena Bühler e do compatriota Hadrien David. Conquistou seu primeiro pódio em Barcelona e a primeira vitória em Mônaco. Hadjar ainda conquistou outros quatro pódios e terminou a temporada em quinto na classificação geral, com quatro pontos de diferença para Maloney. Dentre os rookies, Hadjar teve oito vitórias, sendo o melhor estreante do ano.
No início de 2022, Hadjar anunciou que participaria do Campeonato de Fórmula Regional Asiática, competição que já havia participado em 2021 quando ainda se chamava Fórmula 3 Asiática. Ele fez todas as rodadas pela equipe Hitech Grand Prix, tendo entre seus companheiros Gabriele Minì e Leonardo Fornaroli. Hadjar teve uma pole, duas vitórias e mais três pódios, ficando em terceiro no campeonato de pilotos, apenas quatro pontos acima de Minì, ficando abaixo do vice-campeão Pepe Martí por 24 pontos e abaixo do campeão Arthur Leclerc por 84 pontos.

### Fórmula 3 FIA
Em novembro de 2021, Hadjar competiu pela equipe Hitech Grand Prix no teste de pós-temporada do Campeonato de Fórmula 3 da FIA. Em 20 de janeiro de 2022, ele foi anunciado para disputar a competição em 2022 pela equipe. Sua temporada foi muito competitiva, Hadjar teve três vitórias: na corrida curta do Barém, etapa de estreia da F3; na corrida curta da Grã-Bretanha e na corrida longa da Áustria, e mais dois terceiros lugares nas corridas principais na Emília-Romanha e na Espanha. O franco-argelino disputou o título até as rodadas finais, mas na Holanda, o francês Victor Martins se consolidou na ponta e garantiu o título.

### Fórmula 2

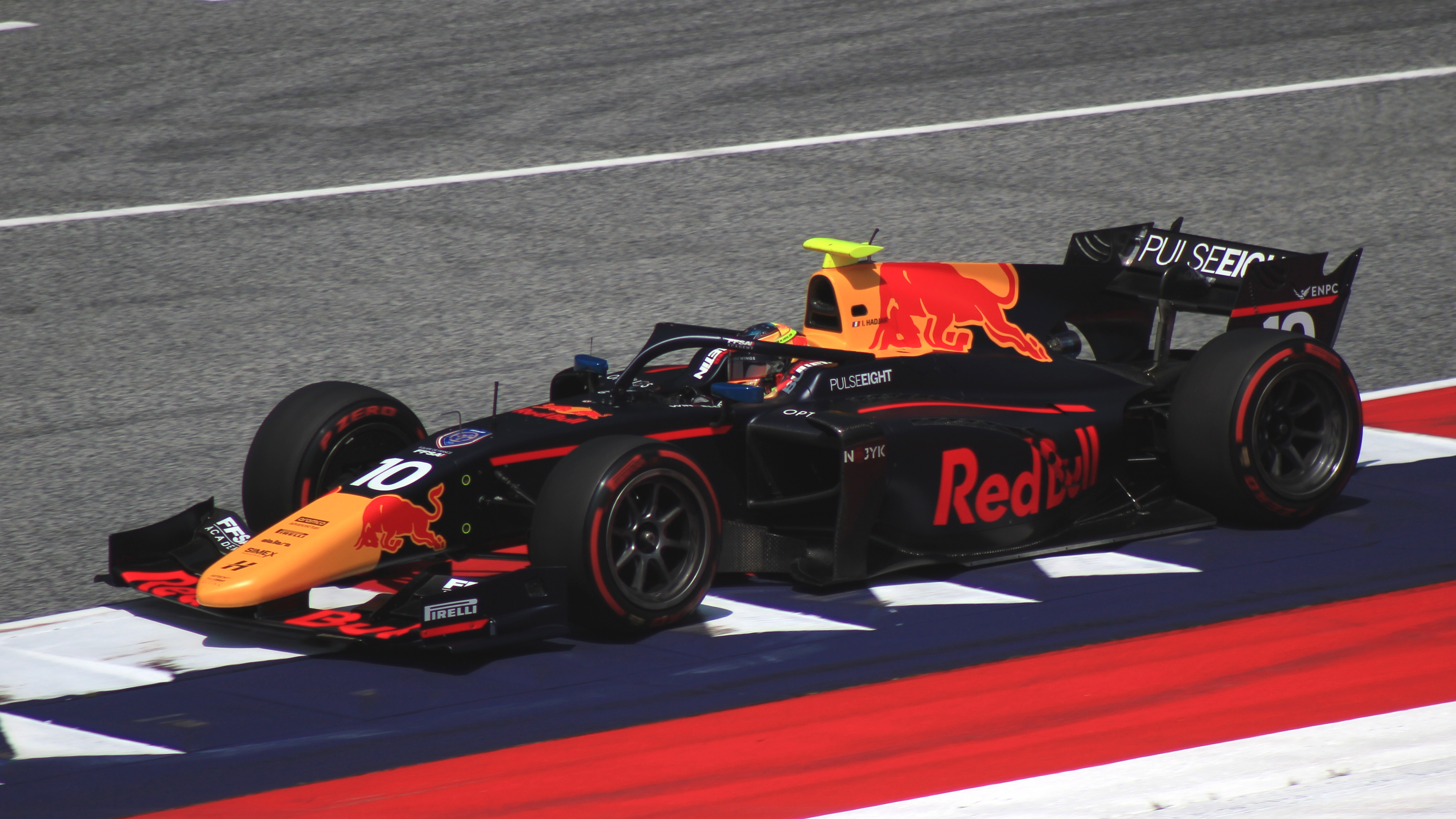
Hadjar no GP da Áustria da Fórmula 2 em 2023

Em 19 de janeiro de 2023, foi confirmado que Hadjar disputaria o Campeonato de Fórmula 2 da FIA de 2023 com a equipe Hitech, ao lado do norte-americano Jak Crawford. Conseguiu seu primeiro pódio na corrida sprint da Áustria e a sua primeira vitória se deu na sprint da Holanda, embora essa corrida tenha durado apenas 3 voltas por conta do acidente entre os pilotos da Campos Kush Maini e Ralph Boschung. Hadjar terminou o campeonato em 14º, com 55 pontos, com apenas dois de desvantagem para Crawford, que ficou uma posição acima dele.
Hadjar se transferiu para a equipe Campos Racing para a disputa da temporada de 2024 da Fórmula 2, competindo ao lado de seu colega de Red Bull Junior Team, Pepe Martí. Nesse ano, o franco-argelino quase venceu as duas corridas da Austrália, isso não se confirmou porque ele foi considerado culpado pela batida que teve com Gabriel Bortoleto e seu companheiro de equipe Martí na largada da corrida sprint, o que lhe causou uma punição que lhe tirou a vitória. Mas no domingo, Hadjar foi o vencedor da corrida longa em Albert Park. Sua segunda vitória se deu na corrida longa da Emília-Romanha, na qual ele tomou a primeira posição do pole position Bortoleto graças às estratégias de paradas e posteriormente, segurou a pressão do piloto da Invicta. Com esse resultado, Hadjar subiu para a terceira colocação no campeonato de pilotos, indo a 59 pontos.

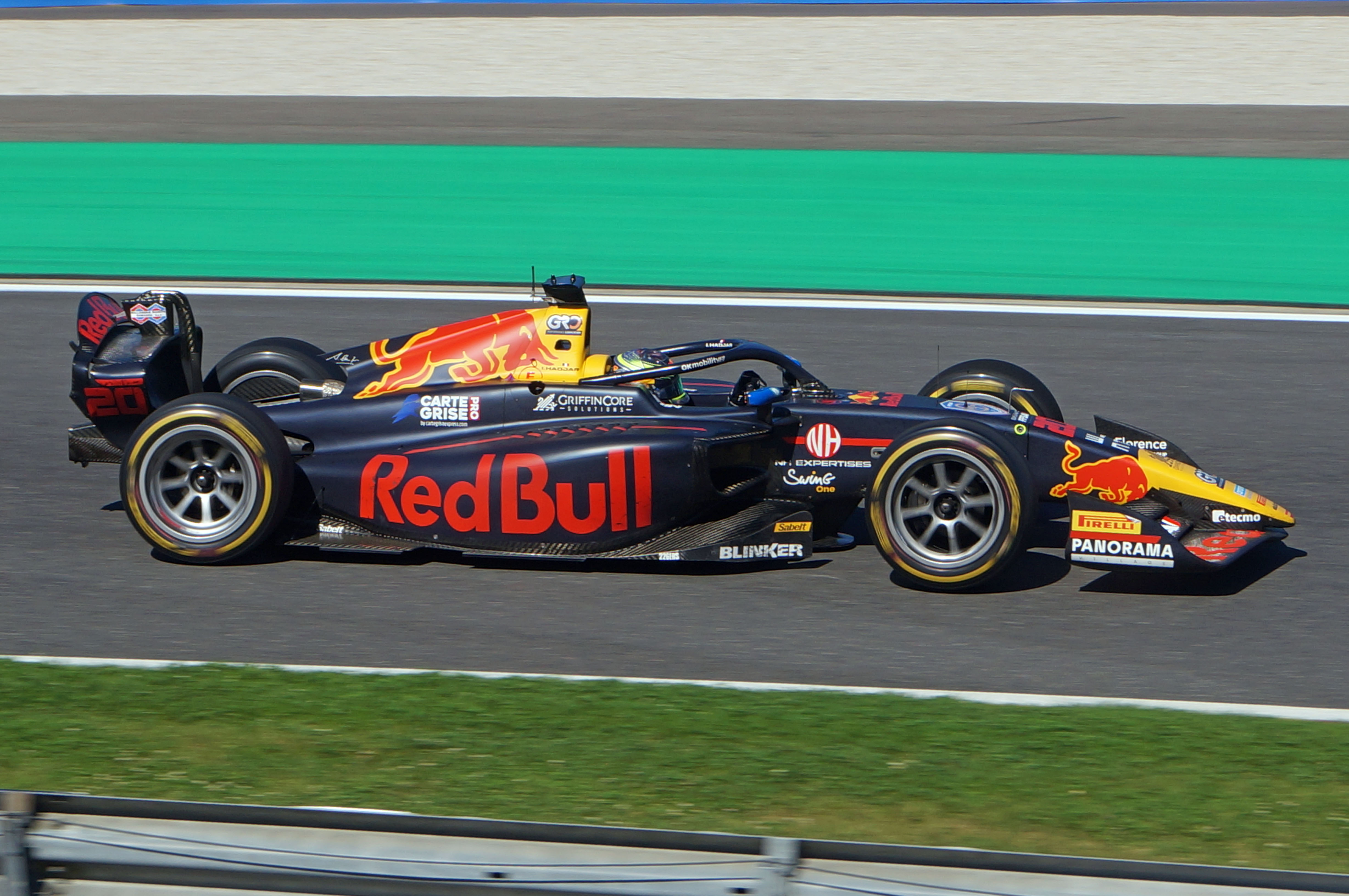
Hadjar na etapa de Spa-Francorchamps da F2 em 2024

O franco-argelino voltou a vencer na corrida longa de Silverstone, e isso o colocou na liderança do campeonato. Ele venceria novamente na corrida longa de Spa-Francorchamps, mas uma sequência de quatro provas fora da zona de pontuação o fez perder a liderança para Gabriel Bortoleto após a rodada do Azerbaijão. Hadjar ensaiou uma recuperação na penúltima rodada do Catar, fazendo um quinto lugar na corrida curta, somando mais um pódio na corrida longa, na qual também viu Bortoleto perder a vitória após uma punição, e conseguiu reduzir a diferença para apenas 0,5 pontos. Mas na última corrida em Abu Dhabi, Hadjar teve problemas com seu carro da Campos, que ficou parado na pista, e assim, o franco-argelino teve que ir aos boxes fazer ajustes que lhe fizeram retornar uma volta atrás do resto do pelotão. Isso facilitou a vida de Bortoleto, que terminou a corrida longa de Abu Dhabi no segundo lugar e ficou com o título, com 22,5 pontos de vantagem sobre Hadjar.
A Campos não incluiu Hadjar na sua dupla de pilotos da Fórmula 2 para 2025, com Pepe Martí seguindo na equipe e tendo Arvid Lindblad como novo companheiro.

### Fórmula 1
Em 16 de junho de 2021, a Red Bull anunciou que Hadjar se tornaria um membro da Red Bull Junior Team a partir de 2022. Apesar de ter ficado abaixo de Zane Maloney e Enzo Fittipaldi, seus companheiros da academia da Red Bull, no campeonato de pilotos da Fórmula 2 em 2023, Hadjar foi um dos únicos a conseguir permanecer com o grupo para 2024, juntamente com Pepe Martí, que faria sua estreia na F2 naquele ano.
Hadjar fez sua estreia em um treino livre da Fórmula 1 no Grande Prêmio da Cidade do México de 2023 com a Scuderia AlphaTauri, para cumprir a regra obrigatória de piloto novato. Antes do fim de semana, Hadjar admitiu que sentia "apreensão", não tendo dirigido um carro da Fórmula 1 antes. Ele terminou a sessão em 17º lugar, o segundo melhor dos cinco novatos que participaram. Ele pilotou para a Red Bull durante o treino livre de Abu Dhabi, terminando a sessão em 17º novamente.

#### Racing Bulls (2025–)
Em 20 de dezembro de 2024, Hadjar foi anunciado como piloto da equipe Racing Bulls para a temporada de 2025 da Fórmula 1, ele substituiu Liam Lawson que foi promovido à Red Bull Racing no lugar de Sergio Pérez. Isack marcou pontos pela primeira vez no Grande Prémio do Japão de 2025,  onde terminou em oitavo lugar.

## Resultados

### Resumo da carreira
| Temporada | Categoria                            | Equipe                 | Corridas         | Vitórias         | Poles            | V.M.R.           | Pódios           | Pts.             | Pos.             |
| --------- | ------------------------------------ | ---------------------- | ---------------- | ---------------- | ---------------- | ---------------- | ---------------- | ---------------- | ---------------- |
| 2018      | Campeonato de Inverno Ginetta Junior | Elite Motorsport       | 3                | 0                | 0                | 0                | 0                | 0                | NC               |
| 2019      | Fórmula 4 Francesa                   | FFSA Academy           | 20               | 1                | 0                | 1                | 2                | 118              | 7º               |
| 2020      | Fórmula 4 dos Emirados Árabes        | 3Y Technology          | 8                | 0                | 0                | 0                | 0                | 56               | 11º              |
| 2020      | Fórmula 4 Francesa                   | FFSA Academy           | 21               | 3                | 2                | 6                | 11               | 233              | 3º               |
| 2021      | Fórmula 3 Asiática                   | Evans GP               | 9                | 0                | 0                | 1                | 5                | 95               | 6º               |
| 2021      | Fórmula Regional Europeia            | R-ace GP               | 20               | 2                | 1                | 3                | 5                | 166              | 5º               |
| 2022      | Fórmula Regional Asiática            | Hitech Grand Prix      | 15               | 2                | 1                | 2                | 5                | 134              | 3º               |
| 2022      | Fórmula 3                            | Hitech Grand Prix      | 18               | 3                | 1                | 2                | 5                | 123              | 4º               |
| 2023      | Fórmula 2                            | Hitech Pulse-Eight     | 26               | 0                | 0                | 1                | 1                | 55               | 14º              |
| 2023      | Grande Prêmio de Macau               | Hitech Pulse-Eight     | 1                | 0                | 0                | 0                | 0                | N/A              | 7º               |
| 2023      | Fórmula 1                            | Scuderia AlphaTauri    | Piloto de testes | Piloto de testes | Piloto de testes | Piloto de testes | Piloto de testes | Piloto de testes | Piloto de testes |
| 2023      | Fórmula 1                            | Oracle Red Bull Racing | Piloto de testes | Piloto de testes | Piloto de testes | Piloto de testes | Piloto de testes | Piloto de testes | Piloto de testes |
| 2024      | Fórmula 2                            | Campos Racing          | 28               | 4                | 1                | 2                | 8                | 192              | 2º               |
| 2024      | Fórmula 1                            | Visa Cash App RB       | Piloto reserva   | Piloto reserva   | Piloto reserva   | Piloto reserva   | Piloto reserva   | Piloto reserva   | Piloto reserva   |
| 2024      | Fórmula 1                            | Oracle Red Bull Racing | Piloto reserva   | Piloto reserva   | Piloto reserva   | Piloto reserva   | Piloto reserva   | Piloto reserva   | Piloto reserva   |
| 2025      | Fórmula 1                            | Racing Bulls           | 0                | 0                | 0                | 0                | 0                | 0                | ?                |

### Resultados completos na Fórmula 1
(Legenda) (Corridas em negrito indicam pole position) (Corridas em itálico indicam volta mais rápida)
| Ano  | Equipe                 | Chassi          | Motor                   | 1      | 2      | 3     | 4      | 5      | 6      | 7     | 8     | 9     | 10     | 11     | 12      | 13  | 14     | 15  | 16  | 17  | 18  | 19     | 20  | 21  | 22  | 23  | 24     | Pos. | Pts. |
| ---- | ---------------------- | --------------- | ----------------------- | ------ | ------ | ----- | ------ | ------ | ------ | ----- | ----- | ----- | ------ | ------ | ------- | --- | ------ | --- | --- | --- | --- | ------ | --- | --- | --- | --- | ------ | ---- | ---- |
| 2023 | Scuderia AlphaTauri    | AlphaTauri AT04 | Honda RBPTH001 1.6 V6 t | BHR    | SAU    | AUS   | AZE    | MIA    | MON    | ESP   | CAN   | AUT   | GBR    | HUN    | BEL     | NED | ITA    | SIN | JPN | QAT | EUA | MXC TD | SAP | LVG |     |     |        | –    | –    |
| 2023 | Oracle Red Bull Racing | Red Bull RB19   | Honda RBPTH001 1.6 V6 t |        |        |       |        |        |        |       |       |       |        |        |         |     |        |     |     |     |     |        |     |     |     |     | ABU TD | –    | –    |
| 2024 | Oracle Red Bull Racing | Red Bull RB20   | Honda RBPTH002 1.6 V6 t | BHR    | SAU    | AUS   | JPN    | CHN    | MIA    | EMI   | MON   | CAN   | ESP    | AUT    | GBR TD  | HUN | BEL    | NED | ITA | AZE | SIN | EUA    | MXC | SAP | LVG | QAT | ABU TD | –    | –    |
| 2025 | Racing Bulls           |                 | Honda RBPT              | AUS NL | CHN 11 | JPN 8 | BHR 13 | SAU 10 | MIA 11 | EMI 9 | MON 6 | ESP 7 | CAN 16 | AUT 12 | GBR Ret |     | HUN 11 | NED | ITA | AZE | SIN | USA    | MXC | SAP | LAS | QAT | ABU    | 16º* | 22   |